# Снудерон
Снудерон (швед. Snoderån) — річка на острові Готланд, Швеція. Площа басейну становить 183,3 км².  Тече у напрямку західного берега острова й впадає у Балтійське море.   